# Senza fine (film 1985)
Senza fine (Bez konca) è un film del 1985 diretto da Krzysztof Kieślowski; in Polonia, alla sua uscita il film fu attaccato dalla Chiesa cattolica per motivi etici, dal Partito e dall'opposizione per ragioni politiche.
È il film che sancisce l'inizio del sodalizio (durato fino al termine della carriera del regista) tra Kieslowski e l'avvocato Krzysztof Piesiewicz alla sceneggiatura e Zbigniew Preisner come direttore delle musiche. Parte delle musiche di questo film sono state riutilizzate dallo stesso Preisner in Tre colori: Film Blu.

## Trama
Così esordisce l'avvocato Antek Zyro, morto d'infarto mentre si recava al lavoro. Eppure, sebbene i suoi funerali si siano appena svolti, il suo spirito continua ad osservare, senza essere visto, quanto ha lasciato: la moglie e traduttrice Ursula, il figlio Jacek, l'operaio Darek, da lui difeso in una causa politica. La morte di Antek ha avuto ripercussioni sul lavoro, con la difesa di Darek che è passata in mano a Labrador, suo anziano mentore; ma la sua scomparsa ha lasciato un vuoto incolmabile soprattutto nella vita di Ursula, che decide di ricorrere all'ipnosi di uno psicoterapeuta per rimuovere il ricordo del marito. Ma il trattamento provoca l'effetto totalmente opposto a quello sperato; dopo l'ipnosi, Ursula inizia a sentire Antek più vicino che mai, comincia a vederlo e diventa consapevole di amarlo anche più di quando era in vita. La donna prenderà una drastica decisione, unico modo per ricongiungersi a lui.

## Critica
- Sotto il segno di un onirismo funebre, un amarissimo film di costruzione spiraliforme (...) qui la morte diventa "l'espressione concreta di ciò che è senza fine, e del fermarsi del tempo nell'eternità affettiva della memoria". Commento del dizionario Morandini che assegna al film quattro stelle su cinque di giudizio.[1]